# Paraheterospilus
Paraheterospilus – rodzaj błonkówek z rodziny męczelkowatych i podrodziny Doryctinae.
Należą tu niewielkie męczelkowate, długości 1,5 do 2 mm. Głowa z ostrokanciastym rogiem grzbietowo-bocznym na ciemieniu w pobliżu grzbietowej krawędzi oka oraz ze stykającymi się ze sobą bruzdami: potyliczną i hypostomalną. Odnóża przednie mają rządek kolców wzdłuż przedniej krawędzi goleni, a tylne mały lecz wyraźny, przednio-brzuszny ząbek nasadowy na biodrach. Nasadowa płytka sternalna pierwszego segmentu metasomy jest krótsza niż ćwierć długości tergum.
Rodzaj obejmuje trzy gatunki znane wyłącznie z Kostaryki:
- Paraheterospilus ceciliaensis Marsh, 2013
- Paraheterospilus eumekus Marsh, 2013
- Paraheterospilus wilbotgardus Marsh, 2013